# Malkoçoğlu Bali Bey
Malkoçoğlu Bali Bey (1495-1555), est un beylerbey et homme politique ottoman au temps du Sultan Soliman le Magnifique.

## Autres
Dans la série turque Muhteşem Yüzyıl (« Le Siècle magnifique » en français), l'acteur turc Burak Özçivit incarne Bali Bey.